# Relaciones Irak-Venezuela
Las relaciones Irak-Venezuela se refieren a las relaciones internacionales que existen entre Irak y Venezuela. Ambos países son miembros de la Organización de Países Exportadores de Petróleo (OPEP).

## Historia
El 20 de abril de 1977, el presidente venezolano Carlos Andrés Pérez inició una gira oficial en el Medio Oriente, incluyendo a Irak.
En agosto de 2000 el presidente Hugo Chávez visita a varios países de Medio Oriente por el carácter anfitriónico de Venezuela en la II Cumbre de jefes de Estado de la Organización de Países Exportadores de Petróleo (OPEP), incluyendo a Irak, donde Chávez se reunió con el expresidente Saddam Hussein en Bagdad.